# 621 Werdandi
621 Werdandi è un asteroide della fascia principale del diametro medio di circa 27,15 km. Scoperto nel 1906, presenta un'orbita caratterizzata da un semiasse maggiore pari a 3,1177496 UA e da un'eccentricità di 0,1476560, inclinata di 2,31915° rispetto all'eclittica.
Il suo nome fa riferimento a Verdandi, una delle tre Norne della mitologia norrena.